# Pyrota akhurstiana
Pyrota akhurstiana es una especie de coleóptero de la familia Meloidae.

## Distribución geográfica
Habita en México  y Arizona.